# Lijst van rijksmonumenten in Maastricht/Kleine Looiersstraat
Een overzicht van de 11 rijksmonumenten in de stad Maastricht gelegen aan of bij de Kleine Looiersstraat.
| Object                                                                                 | Oorspronkelijke functie? | Bouwjaar              | Architect | Locatie                 | Coördinaten?                  | Nr.?  | Afbeelding        |
| -------------------------------------------------------------------------------------- | ------------------------ | --------------------- | --------- | ----------------------- | ----------------------------- | ----- | ----------------- |
| Huis met lijstgevel.                                                                   | Gebouw                   | 18e eeuw              |           | Kleine Looiersstraat 2  | 50° 50' 44" NB, 5° 41' 26" OL | 27212 | Meer afbeeldingen |
| Huis met uit twee delen samengestelde gepleisterde lijstgevel met segmentboogvensters. | Gebouw                   |                       |           | Kleine Looiersstraat 4B | 50° 50' 43" NB, 5° 41' 26" OL | 27213 | Meer afbeeldingen |
| Huis met lijstgevel. De ingangsomlijsting in Lodewijk XV-stijl.                        | Gebouw                   | derde kwart 18e eeuw  |           | Kleine Looiersstraat 6  | 50° 50' 43" NB, 5° 41' 27" OL | 27214 | Meer afbeeldingen |
| Huis met lijstgevel in de trant der zgn. Maaslandse renaissance.                       | Gebouw                   | eerste helft 17e eeuw |           | Kleine Looiersstraat 8  | 50° 50' 43" NB, 5° 41' 27" OL | 27215 | Meer afbeeldingen |
| Huis, met voorgevel in de trant der zgn. Maaslandse renaissance.                       | Gebouw                   | eerste helft 17e eeuw |           | Kleine Looiersstraat 10 | 50° 50' 43" NB, 5° 41' 27" OL | 27216 | Meer afbeeldingen |
| Huis met lijstgevel.                                                                   | Woonhuis                 | eerste helft 18e eeuw |           | Kleine Looiersstraat 12 | 50° 50' 43" NB, 5° 41' 28" OL | 27217 | Meer afbeeldingen |
| Huis met lijstgevel.                                                                   | Gebouw                   | 18e eeuw              |           | Kleine Looiersstraat 14 | 50° 50' 43" NB, 5° 41' 28" OL | 27218 | Meer afbeeldingen |
| Huis met brede lijstgevel.                                                             | Gebouw                   | eerste helft 18e eeuw |           | Kleine Looiersstraat 20 | 50° 50' 42" NB, 5° 41' 29" OL | 27219 | Meer afbeeldingen |
| Huis met gepleisterde lijstgevel. Dakkapellen.                                         | Woonhuis                 | 1766                  |           | Kleine Looiersstraat 21 | 50° 50' 43" NB, 5° 41' 28" OL | 27220 | Meer afbeeldingen |
| Terugliggend huis met gepleisterde lijstgevel.                                         | Gebouw                   | eerste helft 18e eeuw |           | Kleine Looiersstraat 23 | 50° 50' 43" NB, 5° 41' 29" OL | 27221 | Meer afbeeldingen |
| Huis met lijstgevel.                                                                   | Gebouw                   | eerste helft 18e eeuw |           | Kleine Looiersstraat 25 | 50° 50' 43" NB, 5° 41' 29" OL | 27222 | Meer afbeeldingen |